# Edmund Reitter
Pour les articles homonymes, voir Reiter.
Edmund Reitter est un entomologiste autrichien, né le 22 octobre 1845 à Troppau (Silésie autrichienne) et mort le 15 mars 1920 à Paskau (aujourd'hui Paskov en Tchéquie).

## Biographie
Son père est forestier en Moravie. Après ses études, il exploite une ferme avant de la louer à son propre compte. Très tôt passionné par les insectes, il rencontre le coléoptérologiste viennois Ludwig Miller (1820-1897) avec qui, en 1867, il part explorer l'Ouest des Carpates. Comme il n'a pas l'argent pour faire ce voyage, il offre à la vente une partie des insectes qu'il récolte. Aussi, il fait paraître une liste d'insectes à vendre en 1869, épisode qui marque le début de son activité de commerçant d'insectes et qui lui permet de se consacrer à temps plein à l'entomologie.
Reitter baptise son commerce Naturhistorisches Institut, entreprise prospère qui perdure jusqu'à aujourd'hui et qui possède de modestes quartiers généraux à Munich. N'ayant pu obtenir un poste de conservateur dans un muséum, il décide d'ouvrir, en 1879, un magasin à Vienne et de vendre des spécimens et de la documentation entomologique.
En 1881, il s'installe à Mödling, près de Vienne, avant de partir pour Paskau à la demande de sa femme.

## Travaux

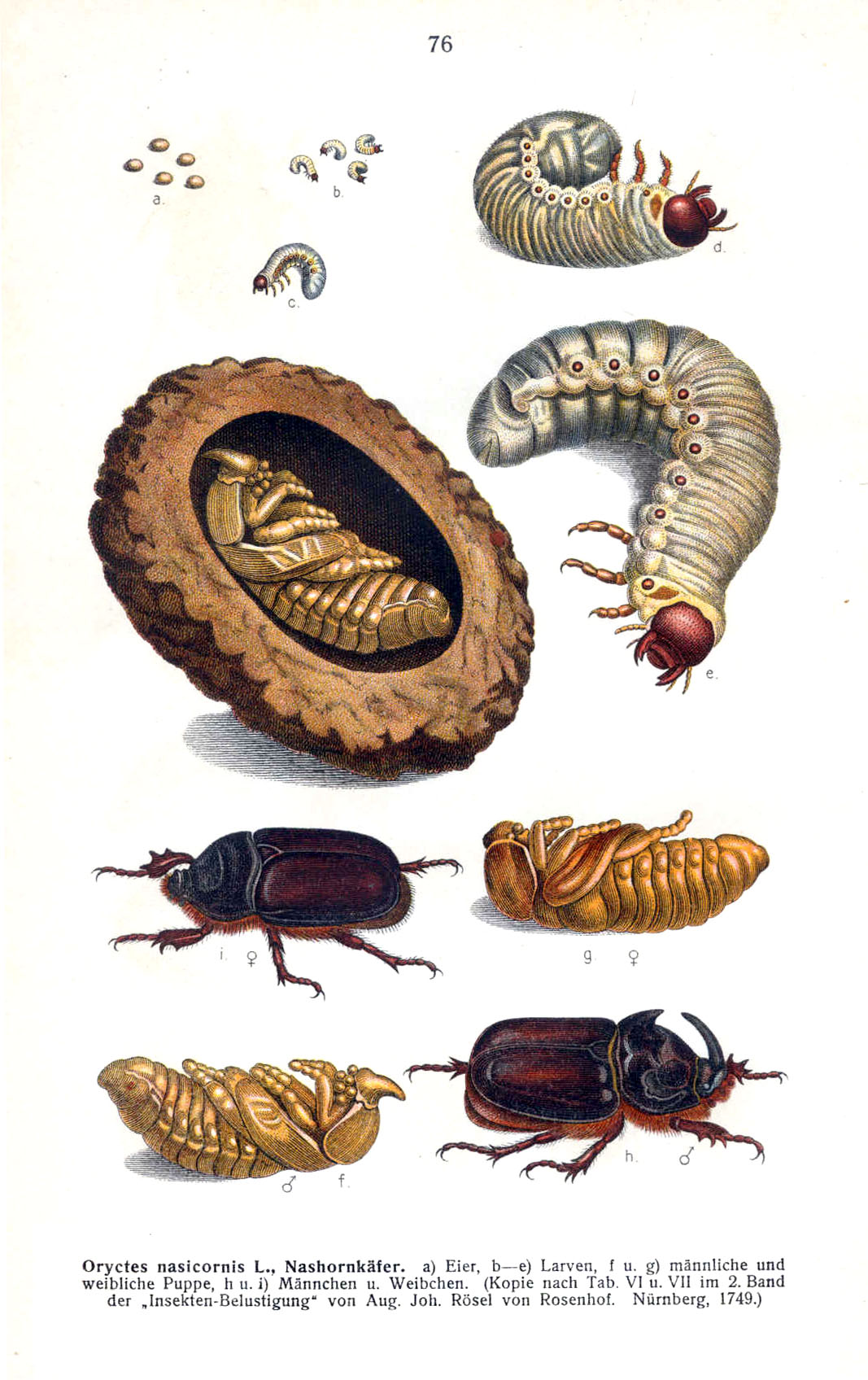
Cycle de vie du scarabée rhinocéros, depuis l'œuf à l'âge adulte, d'après la Fauna Germanica d'Edmund Reitter (planche tirée du vol. 2, « Les scarabées d'Allemagne » (1908).

Reitter se spécialise sur les coléoptères et fait de nombreux voyages à travers l'empire austro-hongrois ainsi que dans les Carpates. Il réalise plusieurs d'entre eux accompagnés par d'autres entomologistes comme Heyden (1838-1915), Hopffgarten (1825-1904), Formánek (1857-1927), Schirmer (1855-1919), J. Kaufmann (1863-1913), Czernohorsky (1857-1942), Lezenheim (1871-1932).
C'est l'un des premiers à tamiser systématiquement la litière pour récolter les coléoptères endogés, méthode qui sera reprise par de nombreux entomologistes. L'emploi de cette technique qu'il perfectionne lui permet de découvrir de nombreuses espèces nouvelles. Reitter s'intéresse également aux espèces cavernicoles. Reitter emploie également de nombreux récolteurs de spécimens qui lui envoient des spécimens qu'il étudie ou qu'il met en vente.
Il fait paraître près d'un millier d'articles scientifiques et décrit entre mille genres, six mille espèces et mille formes aberrantes. Ses clés de détermination jouent un rôle important dans la diffusion de l'entomologie. Son entreprise en fait paraître quatre-vingt-six. Parmi ses ouvrages les plus importants, citons Catalogus Coleopterorum Europeae avec Julius Weise (1844-1925) et von Heyden (première édition en 1877 et dont paraissent cinq éditions augmentées, la dernière en 1906) et son œuvre majeure Fauna Germanica en cinq volumes qui paraît de 1908 à 1916 avec un tirage de 35 000 exemplaires. Il rassemble une immense collection que des soucis financiers l'obligent à vendre au muséum de Budapest. Sa collection contient 250 000 spécimens, 30 000 espèces de la région paléarctique dont 4 000 à 4 500 types et 10 000 paratypes.